# Блауэ Стад TTT
Блауэ Стад TTT (нидерл. Blauwe Stad TTT) — шоссейная однодневная велогонка, прошедшая по территории Нидерландов в 2009 году.

## История
Гонка прошла единственный раз в конце августа 2009 года в рамках Женского мирового шоссейного календаря UCI. Она проводилась в формате командной гонки с раздельным стартом и завершилась победой команды Cervélo TestTeam Women.
Маршрут гонки был проложен в городе Мидволде провинции Гронинген и имел протяжённость 34,3 км.
В 2010 году изначально гонка была запланирована, но позднее отменена по причине проведения дорожных работ в районе финиша.

## Призёры
| Год  | Победитель       | Второй    | Третий                    |
| ---- | ---------------- | --------- | ------------------------- |
| 2009 | Cervélo TestTeam | Flexpoint | DSB Bank-Nederland Bloeit |